# بريجيت ياغي
بريجيت ياغي فنانة لبنانية، من خريجي برنامج الهواة سوبر ستار والذي يعرض على شاشة تلفزيون المستقبل. والدها الفنان عبدو ياغي، وعلى الرغم من وجود مشروع غنائي معه إلا أنها لا تجد ان بالضرورة أن تسير في النمط ذاته فهي ترى ان لكل فنان مسار خاص يلائم قدراته وشخصيته وعندما تحترف الغناء ستقدم أغنيات متنوعة بمختلف الألوان والأساليب، بمستوى راق، ويجاري العصر في الوقت عينه.

## أعمالها
- فيلم بحر النجوم
- ألبوم وأبتدى المشوار
- فيديو كليب قلبي وعمري
- مسلسل صبايا 4
- مسلسل 10 عبيد صغار على قناة mtv اللبنانية

## وصلات خارجية
- بريجيت ياغي على موقع قاعدة بيانات الأفلام العربية
- بريجيت ياغي على موقع ميوزك برينز (الإنجليزية)